# Adolf von Schübler
Adolf Schübler, ab 1892 von Schübler, (* 20. Juli 1829 in Stuttgart; † 14. Januar 1904 ebenda) war ein deutscher Eisenbahningenieur.

## Leben
Adolf von Schübler wurde als Sohn des württembergischen Bergrats und Münzwardeins Valentin von Schübler geboren. Nach dem Besuch des Gymnasiums in Stuttgart studierte er ab 1846 am Polytechnikum Stuttgart und am Polytechnikum Karlsruhe Maschinenbau. 1849 wurde er Mitglied des Corps Franconia Karlsruhe. Ferdinand Redtenbacher gehörte zu seinen akademischen Lehrern, der ihn in Mechanik und Konstruktionstechnik prägte. Im Frühjahr 1851 bestand er die erste württembergische Staatsdienstprüfung. In den folgenden Jahren sammelte er erst praktische Erfahrungen beim Bau der Eisenbahnlinie Bietigheim-Bruchsal mit dem Bietigheimer Eisenbahnviadukt und als Bauführer beim Bau der Bahnstrecke Flawil-Oberuzwil der Sankt Gallisch-Appenzellischen Eisenbahn und bildete sich bahntechnisch durch Reisen nach Frankreich und Belgien fort. Im Frühjahr 1857 legte er die zweite Staatsdienstprüfung im Fach „Wasser-, Straßen- und Eisenbahnbau“ ab und publizierte noch im selben Jahr mit Friedrich Laissle ein Buch über Brückenträger, wo sie u. a. die Balkentheorie erweitern – insbesondere die
Formel zur Ermittlung der Schubspannungen ableiten.
In den folgenden zwei Jahren verantwortete er in der damals zu Ungarn gehörenden Slowakei als Bevollmächtigter der Maschinenfabrik Biedermannsdorf den Bau eiserner Gitterbrücken über den Eipel und die Gran.
1859 trat er als Eisenbahnbetriebs-Bauinspektor in Esslingen am Neckar in den württembergischen Bahndienst ein. 1865 verließ er Esslingen auf eigenen Wunsch, um als Eisenbahnbauinspektor in Blaubeuren und Waiblingen bei staatlichen Neubauten mitzuwirken.
Nach dem Deutsch-Französischen Krieg wechselte Schübler 1872 zunächst als Hilfsarbeiter und ab 1873 als Eisenbahndirektor und Mitglied der Kaiserlichen Generaldirektion der Eisenbahnen in Straßburg in den Reichsdienst. Dort führte er zunächst umfangreiche Ergänzungs- und Erweiterungsbauten bei den Reichsbahnen und den angepachteten Strecken der Wilhelm-Luxemburg-Eisenbahngesellschaft durch. Hierzu gehörten der Ausbau der Bahnhöfe Mülhausen, Straßburg, Metz-Sablon-Montigny und Luxemburg einschließlich der dazugehörigen Werkstätten. Anschließend leitete er das technische Dezernat für die nördlichen Inspektions- und Direktionsbezirke Luxemburg, Metz und Saargemünd der Reichseisenbahnen in Elsaß-Lothringen. In dieser Funktion förderte er den Bau der luxemburgischen Erzbahnen nach Düdelingen, Rümelingen, Deutsch-Oth und Redingen sowie der Lothringischen Eisenbahn ins Algringer Tal. Im Elsass ließ er 45 km Nebenbahnstrecken errichten. Sein letztes und bedeutendstes Projekt war die Realisierung der 1895 fertiggestellten 75 km langen Vogesenbahn Mommenheim-Saargemünd, die in zweigleisigem Ausbau das Saarrevier mit dem Rheintal verband. Aufgrund körperlichen Leiden trat er am 1. Januar 1897 in den Ruhestand.
1887 erstellte Schübler einen Entwurf für den Umbau des Ulmer Hauptbahnhofs, der in großen Teilen zur Ausführung gelangte. Er trat als Fachschriftsteller zahlreicher Schriften zur Brückenkonstruktion und zum Eisenbahnwesen hervor. Im Nachruf im Zentralblatt der Bauverwaltung wurde er als „wohlbekannter und hochgeschätzter Veteran des Eisenbahnwesens“ charakterisiert.

## Auszeichnungen
- Ernennung zum Kaiserlichen Geheimen Regierungsrat, 1887[3]
- Offizierskreuz des Ordens der Luxemburgischen Eichenkrone
- Roter Adlerorden 4. Klasse
- Roter Adlerorden 3. Klasse mit Schleife, 1889[4]
- Ehrenritterkreuz des Ordens der württembergischen Krone mit der Krone, verbunden mit der Verleihung des persönlichen Adels, 1892[5]
- Königlicher Preußischer Kronen-Orden 2. Klasse

## Schriften
- Der Bau der Brückenträger, 1857 (zusammen mit Friedrich Laissle).
- Über Eisenbahnen von localem Interesse Insbesondere Vizinal- und Industrie-Bahnen, 1872.
- Über Selbstkosten und Tarifbildung der deutschen Eisenbahnen, 1879.
- Ueber die Widerstände der Eisenbahn-Fahrzeuge in horizontalen Geleisen. In: Centralblatt der Bauverwaltung, 1. Jahrgang, Nr. 19 (6. August 1881), S. 170–171. (Digitalisat).
- Über den Begriff der virtuellen Längen und die praktischen Anwendungen derselben, 1884.
- Zur Bestimmung der Festigkeits-Coefficienten für Eisenbauten. In: Centralblatt der Bauverwaltung, 5. Jahrgang, Nr. 14. (4. April 1885), S. 138–140 und Nr. 17 (25. April 1885), S. 171–172. (Digitalisat 1; Digitalisat 2) (zusammen mit Friedrich Laissle).
- Ueber die Gefällverhältnisse auf Ablaufgleisen, 1888 (Zeitschrift für Bauwesen 1888).
- Vorschläge betreffend die Berechnung von Eisenkonstruktionen, 1889 (zusammen mit Friedrich Laissle).
- Untersuchungen über die Dauer von Eisenbahnschienen aus hartem und weichem Stahl, sowie über den Einfluß der Steigungsverhältnisse, 1893.